# روبرت إي. بيترسن
روبرت إي. بيترسن (بالإنجليزية: Robert E. Petersen)‏ هو ناشر أمريكي، ولد في 10 سبتمبر 1926، وتوفي في 23 مارس 2007 بسبب سرطان البنكرياس.